# Dunka Miklós
Dunka Miklós (angolul: Nicolae Danka névváltozat: Nicholas Dunka; románul: Nicolae Duncă) (Sajó, történeti Máramaros vármegye, Magyarország, ma Románia, 1837. – Rockingham megye, Virginia, 1862. június 8.) olasz és amerikai szabadságharcos. Hősi halált halt az amerikai polgárháborúban.

## Életútja
Magyar vagy román szülök gyermekeként született, 1859-től Itáliában a Magyar Légióban Figyelmessy Fülöp parancsnoksága alatt harcolt a huszárok századosaként az olasz egységért. Feljegyezték róla, hogy nyughatatlan ember volt, gyakran provokált párbajt tiszttársai körében, főleg Európában. Majd Amerikába emigrált, 1861. december 4-én lépett amerikai földre. Tartotta a kapcsolatot magyar emigráns társaival, köztük Rózsafy Mátyással, Ruttkay Alberttel, Ludwigh Elekkel, s biztatta őket, hogy lépjenek be az amerikai polgárháborúba az unionisták oldalán.
Dunka New Yorkban a Louis Blenker által szervezett hadosztály első brigádjának tisztje lett, ahol Számwald Gyula mellé osztották be. 1862. március 31-én Missouriba helyezték, ahol John C. Frémont tábornok vezérkarának szárnysegédjeként működött századosi rangban. 1862. június 8-án esett el a virginiai Gross Keys melletti csatában. A tehetséges és vitéz tiszt egy puskalövés következtében halt meg, amikor John C. Frémont egyik parancsát vitte, ezt maga John C. Frémont jegyezte fel róla. A golyó Dunka fejét fúrta keresztül, és szörnyethalt. Dunkát a Gross Keys-i Union Church temetőben helyezték örök nyugalomra, innen később a Virginia állambeli Staunton National Cemeterybe helyezték át földi maradványait. Anyja, Dunka Zsófia, aki a romániai Jászvásáron élt, fia után haláláig kapott kegydíjat Amerikától.